# Eurythenes plasticus
Eurythenes plasticus é um crustáceo descoberto na Fossa das Marianas, que foi designado como E. plasticus por ser a primeira espécie que, quando descoberta, já estava contaminada pelo plástico..